# Cobh
Cobh (uitgesproken als koow, Iers: An Cóbh, "de inham") is een plaats en zeehaven in het graafschap Cork in Ierland. Cobh ligt aan de zuidkust van het Great Island in de haven van Cork, en kijkt vanaf een heuvel uit over de haven. Op het hoogste punt van de plaats staat St. Colman's Cathedral. De stad werd in 1849 herdoopt tot Queenstown nadat Koningin Victoria van het Verenigd Koninkrijk op bezoek was geweest, maar nam de oude naam weer aan in 1922 toen Ierland onafhankelijk werd.
Als een van de grootste Atlantische havens in Ierland was het het vertrekpunt voor 2,5 miljoen van de zes miljoen Ieren die naar Noord-Amerika emigreerden tussen 1848 en 1950. De Titanic maakte haar laatste stop in Cobh (dat toen Queenstown heette) voordat zij op 11 april 1912 de Atlantische oceaan opging voor haar eerste, en enige, reis naar New York. Ook lag het eerste stoomschip dat van Ierland naar Engeland voer afgemeerd in Cobh, evenals de Sirius, het eerste stoomschip dat de Atlantische Oceaan overstak.
In het dorp is ook het Lusitiana Memorial te vinden, dat herinnert aan het passagiersschip de Lusitania, dat in 1915 op weg naar Cobh tot zinken werd gebracht door een Duitse u-boot. Veel van de opvarenden die het leven lieten zijn in Cobh begraven.
Vanaf het station Cobh rijdt ieder half uur een trein naar Cork.

## Geboren
- Seán Ronayne (1988), ornitholoog en schrijver
- Sonia O'Sullivan (1969), atlete